# Miran
Miran je moško osebno ime.

## Izvor imena
Ime Miran je tvorjenka na -an iz mesed mir, ki je sicer zelo pogost sestavina slovanskih imen.

## Različice imena
- moške različice imena: Mire, Miro, Mirko
- ženska različic imena: Mira, Mirka, Mirna

## Pogostost imena
Po podatkih Statističnega urada Republike Slovenije je bilo na dan 31. decembra 2007 v Sloveniji število moških oseb z imenom Miran: 5.533. Med vsemi moškimi imeni pa je ime Miran po pogostosti uporabe uvrščeno na 46. mesto.

## Osebni praznik
V koledarju je ime Miran uvrščeno k imenom Friderik, Irenej, in Miroslav.